# Manuel Pardo Ribadeneira
Manuel José Pardo Ribadeneyra y González Bañón (Pazo de Casaldereito. Lugo, Galicia, 18 de marzo de 1759 -Madrid, 15 de abril de 1839) fue un magistrado español, que pasó al Virreinato del Perú donde ofició de oidor de la Real Audiencia de Lima. Nombrado regente de la Real Audiencia del Cuzco, debió afrontar la Rebelión del Cuzco de 1814, salvándose de ser ajusticiado gracias a la intercesión del obispo José Pérez y Armendáriz. Proclamada la Independencia del Perú en 1821, regresó a España. Fue padre del célebre literato peruano Felipe Pardo y Aliaga.

## Biografía
Fue hijo de Pedro Ignacio Pardo Ribadeneyra y Juana Bernarda González Bañón. Estudió en la Universidad de Santiago de Compostela donde se graduó de bachiller en Leyes y Cánones, licenciado y doctor en Cánones (1786). Se dedicó luego a la enseñanza, como catedrático de Disciplina Eclesiástica, Derecho Público, Leyes de Toro, Digesto, Código, Instituta, Decreto y Concilios.
En 1793 pasó al Perú al ser nombrado por S.M. el Rey Carlos III quien extendió a su favor una Cédula nombrándolo Alcalde del Crimen de la Real Audiencia de Lima con fecha 9 de noviembre de 1792, cargo que tomó posesión en 1794. El Rey Don Carlos III, en vista de la recomendación del virrey del Perú confiere a Don Manuel Pardo Ribadeneira por Cédula Real extendida en Aranjuez el 16 de marzo de 1797, el cargo de oidor de la Audiencia de la Ciudad de los Reyes (Lima).
El 15 de agosto de 1805 se casó con Mariana de Aliaga y Borda, hija del Marqués de Fuente Hermosa y hermana de la marquesa de Castell-Bravo del Rivero. Debido a la prohibición legal para los funcionarios de casarse con criollas del lugar donde eran destinados, ambos tuvieron que inscribir su enlace en el "Libro de matrimonios secretos". Solo unas pocas semanas antes del nacimiento de Felipe, el primogénito, obtuvieron la licencia de matrimonio (1806).

Don Manuel Pardo Ribadeneira fue nombrado por el Rey Don Carlos III Regente de la Real Audiencia del Cuzco mediante Cédula Real con fecha 31 de diciembre de 1805. En 1806 pasó a ser regente de la Real Audiencia del Cuzco. Cuando el 3 de agosto de 1814 estalló en el Cuzco la revolución encabezada por los hermanos Angulo, Pardo fue apresado y tratado con excesiva dureza por los revolucionarios, debido a que se mostró irreductiblemente leal a la corona española. 
"Unos criminales insurrectos secuestraron al Regente del Cuzco: A las 4 de la madrugada entraron a su casa, lo secuestraron y lo metieron a “asqueroso calabozo” donde lo retuvieron por 126 días amenazándolo con matarlo".
Estuvo a punto de ser ahorcado, pero se salvó gracias a la intercesión del obispo José Pérez y Armendáriz. Al último momento los verdugos le perdonan la vida por eficaz intervención del Obispo del Cuzco. Luego lo llevaron tres meses a un lugar llamado Paucartambo, fue rescatado por el Mariscal de Campo don Juan Ramírez al mando de una división del Ejército Real y los cabecillas de tal movimiento sufren las consecuencias de su rebeldía, llevados que fueron al patíbulo el 29 de marzo de 1815, según la Ley de esos tiempos.
Derrotados los revolucionarios por las tropas realistas que comandaba el general Juan Ramírez Orozco, Pardo quedó libre y obtuvo permiso para pasar a Lima.

Excelentísimo Señor Joaquín de la Pezuela (Virrey del Perú), escribió:
“Excelentísimo Señor Ministro de Estado y del Despacho Universal de Gracia y Justicia.
En atención a la constante fidelidad de U.S. y a los perjuicios y penalidades que sufrió en la revolución de la Provincia, se sirvió S.M. a Consultas de la Camara de 30 de Marzo y 4 de Abril de este año, condecorarlo con la Cruz de segunda clase o de caballero de la Rl Orden Americana de Isabel la Católica, mandando se lleve a efecto la gracia que le estaba concedida de honores y antigüedad del Consejo”.
Las autoridades coloniales le encomendaron la redacción de una memoria o manifestación de las causas que promovieron el levantamiento del Cuzco, y la historia de los sucesos ocurridos en esa época en las provincias del sur. Este documento tiene la fecha de 1 de abril de 1816. De otro lado continuó su labor fiscalizadora, visitando hospitales y colegios, donde combatió el caos administrativo y la influencia de las ideas liberales, y condicionó la renuncia de Toribio Rodríguez de Mendoza como rector del Real Convictorio de San Carlos en 1817.
Proclamada la Independencia del Perú, retornó a España con toda su familia, en noviembre de 1821. Eran los duros días del protectorado de José de San Martín, cuyo ministro Bernardo de Monteagudo se mostró excesivamente hostil con los españoles afincados en Lima, miles de los cuales retornaron a España. Así se privó a la naciente República Peruana de un valioso capital humano.
Durante sus últimos años en España, Pardo fue consejero de Hacienda y asesor de la Comisaría General de Cruzada. Sus servicios a la corona fueron premiados con la Orden de Carlos III en 1832. Falleció en Madrid.

## Descendencia
Su hijo Felipe Pardo y Aliaga, nacido en Lima en 1806, retornó al Perú en 1828, donde se afincó definitivamente desarrollando una fructífera carrera literaria, política y diplomática. Fue también el progenitor de una de las más ilustres familias limeñas que cumplirían un importante papel en la política peruana: su nieto Manuel Pardo y Lavalle llegó a ser el primer presidente civil del Perú en 1872, su bisnieto José Pardo y Barreda fue dos veces presidente del Perú a principios del siglo XX, y su tataranieto Juan Pardo Heeren fue Ministro de Hacienda en el Perú.